# Устецький край
Устецький край (чеськ. Ústecký kraj) — адміністративна одиниця (край), один із 14 вищих (1-го рівня) самоврядних регіонів Чехії. Повністю розташований в історичній області Богемія, в її північній частині. Адміністративний центр краю — місто Усті-над-Лабем.

## Географія

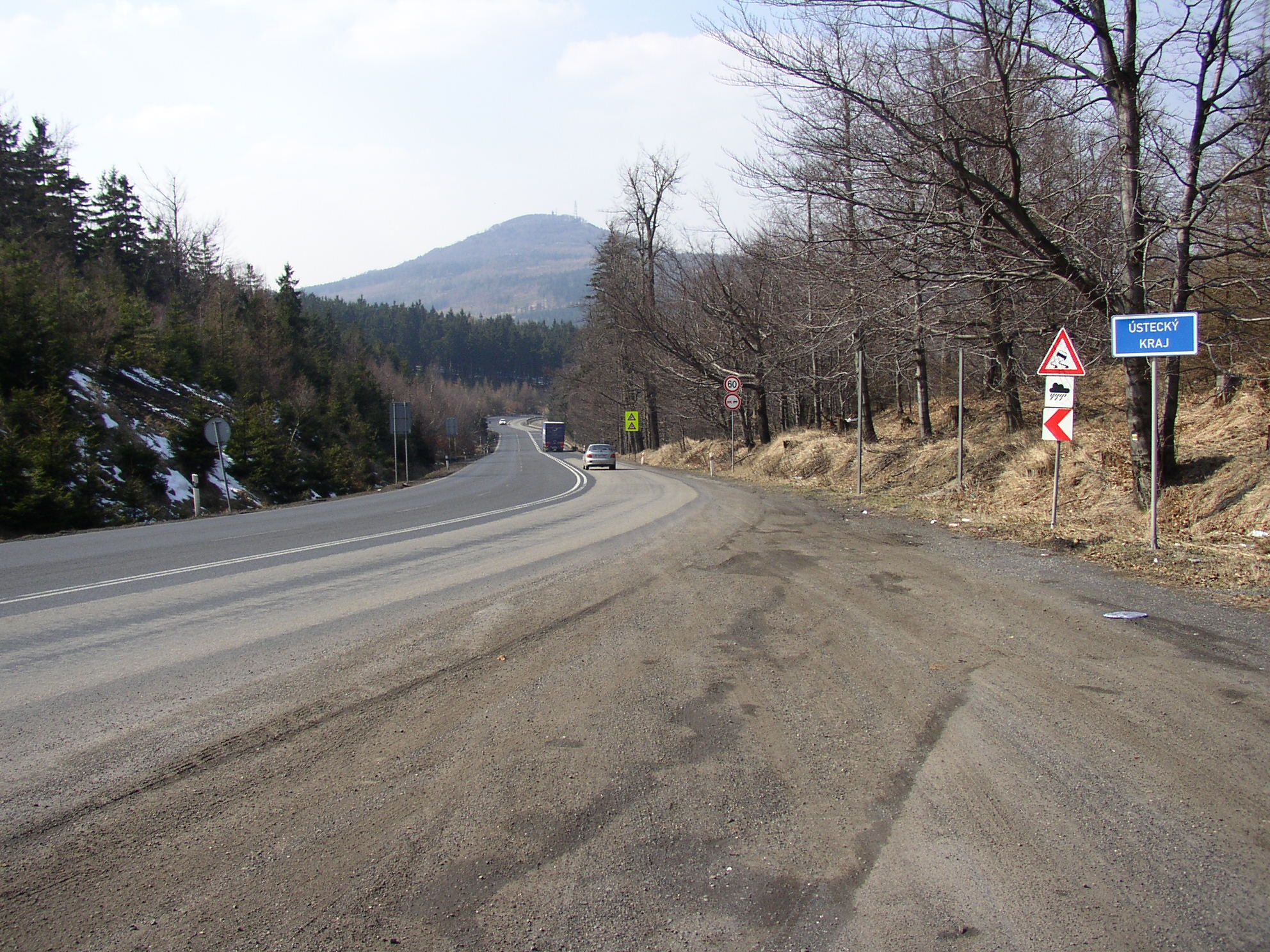
В'їзд в Устецький край із сторони Ліберецького

Край розташований в історичній області Богемія, на північному заході Чехії. На північному сході межує із Ліберецьким, на південному сході — із Центральночеським, на південному заході — із Пльзенським і Карловарським краями (всі краї Чехії); на північному заході — із землею Саксонія (Німеччина).
Рельєф північно-західної частини краю переважно гористий. Тут, вздовж кордону з Німеччиною, розкинулися Рудні гори з найвищою вершиною, горою Клиновець (1244 м), який лежить на кордоні з Карловарським краєм. Далі, на північний схід лежать Лабські піщані гори і Лужицькі гори з найвищою вершиною, горою Луж (793 м). Вони є продовженням на північний схід Рудних гір. В південно-східній частині краю, на південь від Лужицьких гір, лежить Чеське узвишшя (České středohoří), з найвищою вершиною, горою Мілешовка (837 м). Південна частина регіону переважно рівнинна. Найнижча точка краю і всієї Чехії (115 м) — місце злиття Лаби і Каменіце (Kamenice), поблизу села Грженско в окрузі Дєчін.
Близько 30% земель краю вкрито лісами, на частку сільськогосподарських угідь припадає близько 50% території, водна поверхня займає близько 2%.
Найбільша річка краю — Лаба із своїми притоками: ліві — Огрже і Біліна, праві — Плоучніце (Ploučnice) і Каменіце (Kamenice) — належать до басейну Північного моря. У краї є джерела мінеральних вод.

## Населення
В Устецькому краї проживає 830 371 мешканець за станом на 26 березня 2011 року (близько 7,8% населення Чехії). Середня щільність населення краю вище середньої по країні (Чехія — 130 осіб на км²) і становить — 156 осіб на км². Найвища щільність у місті Теплиці (2133), найнижча — в окрузі Лоуни (78). За цими показниками край займає 5-те місце за чисельністю населення і 4-те — за щільністю населення серед всіх 13-ти країв республіки і столиці.
| Роки            | 1961    | 1970    | 1980    | 1991    | 2001    | 2011    |
| --------------- | ------- | ------- | ------- | ------- | ------- | ------- |
| Населення, осіб | 782 754 | 796 762 | 832 525 | 824 461 | 820 219 | 830 371 |

## Адміністративний поділ

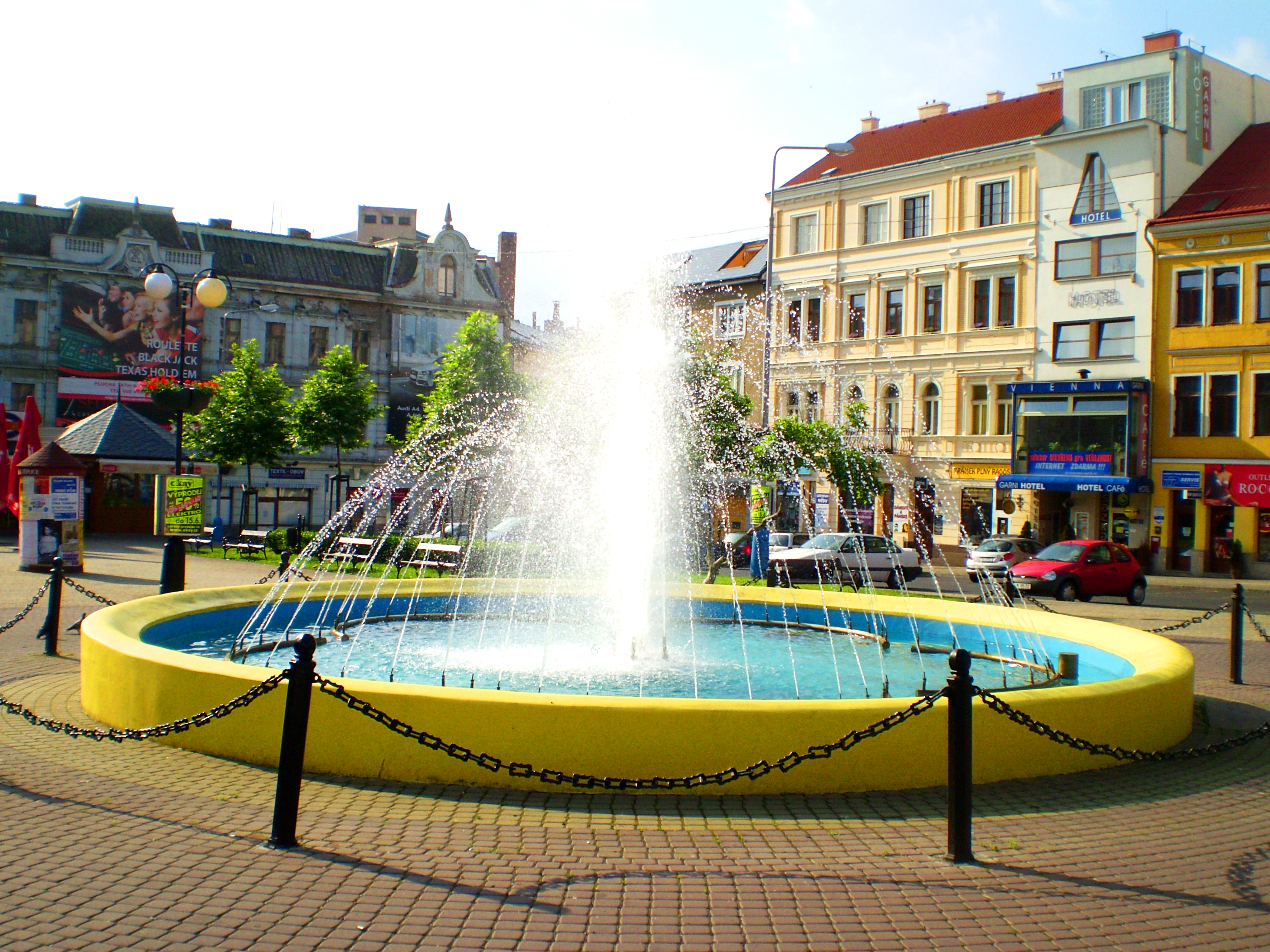
Фонтан в центрі міста Тепліце

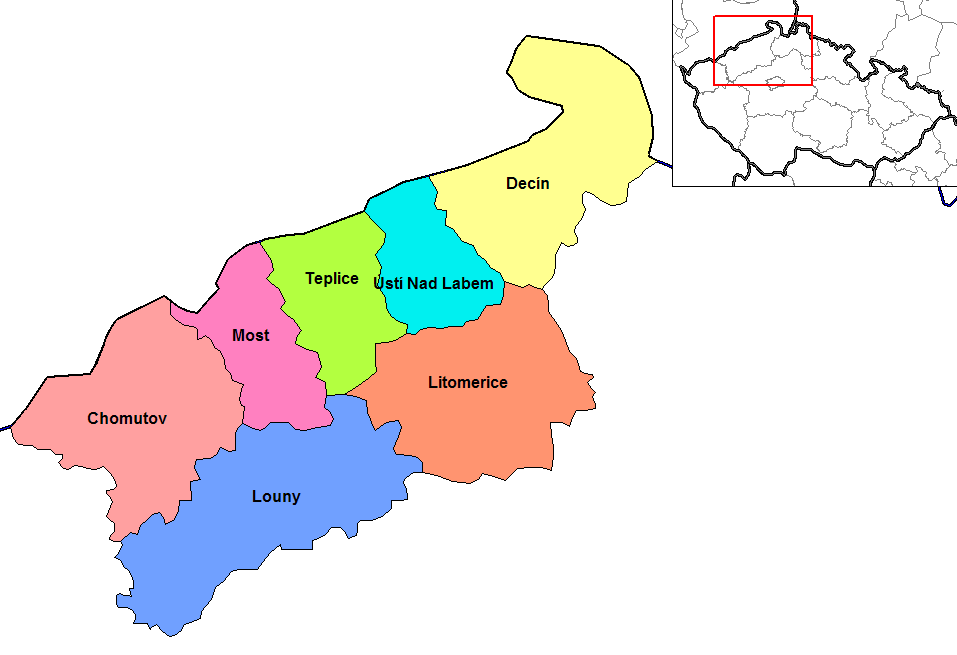
Округи Устецького краю

Площа Устецького краю становить 5 335 км², що становить 6,84% від усієї території Чехії, і займає 7-ме місце серед країв республіки.
Край ділиться на 7-м округів в яких, у свою чергу, налічується 421 населений пункт, у тому числі: 58 міст, 9 містечок та 354 села, 16 муніципальних утворень з розширеними повноваженнями. В містах проживає 80,7% жителів регіону. Села до 500 жителів становлять 54% від всієї кількості сіл, але в них проживає лише 5,8% жителів.
| Округи Устецького краю (2011) | Округи Устецького краю (2011) | Округи Устецького краю (2011) | Округи Устецького краю (2011) | Округи Устецького краю (2011)  |
| Округ                         | Населення, осіб               | Площа, км²                    | Густота, осіб/км²             | Населенні пункти, (міст / сіл) |
| ----------------------------- | ----------------------------- | ----------------------------- | ----------------------------- | ------------------------------ |
| Дечин                         | 133 128                       | 908,58                        | 146,52                        | 14 / 52                        |
| Літомержице                   | 119 308                       | 1 032,16                      | 115,59                        | 11+2 / 105                     |
| Лоуни                         | 86 685                        | 1 117,65                      | 77,56                         | 7+6 / 70                       |
| Мост                          | 115 211                       | 467,16                        | 246,62                        | 6 / 26                         |
| Теплиці                       | 128 873                       | 469,27                        | 274,62                        | 9+1 / 34                       |
| Усті-над-Лабем                | 120 943                       | 404,44                        | 299,04                        | 3 / 23                         |
| Хомутов                       | 126 223                       | 935,30                        | 134,95                        | 8 / 44                         |

## Найбільші міста

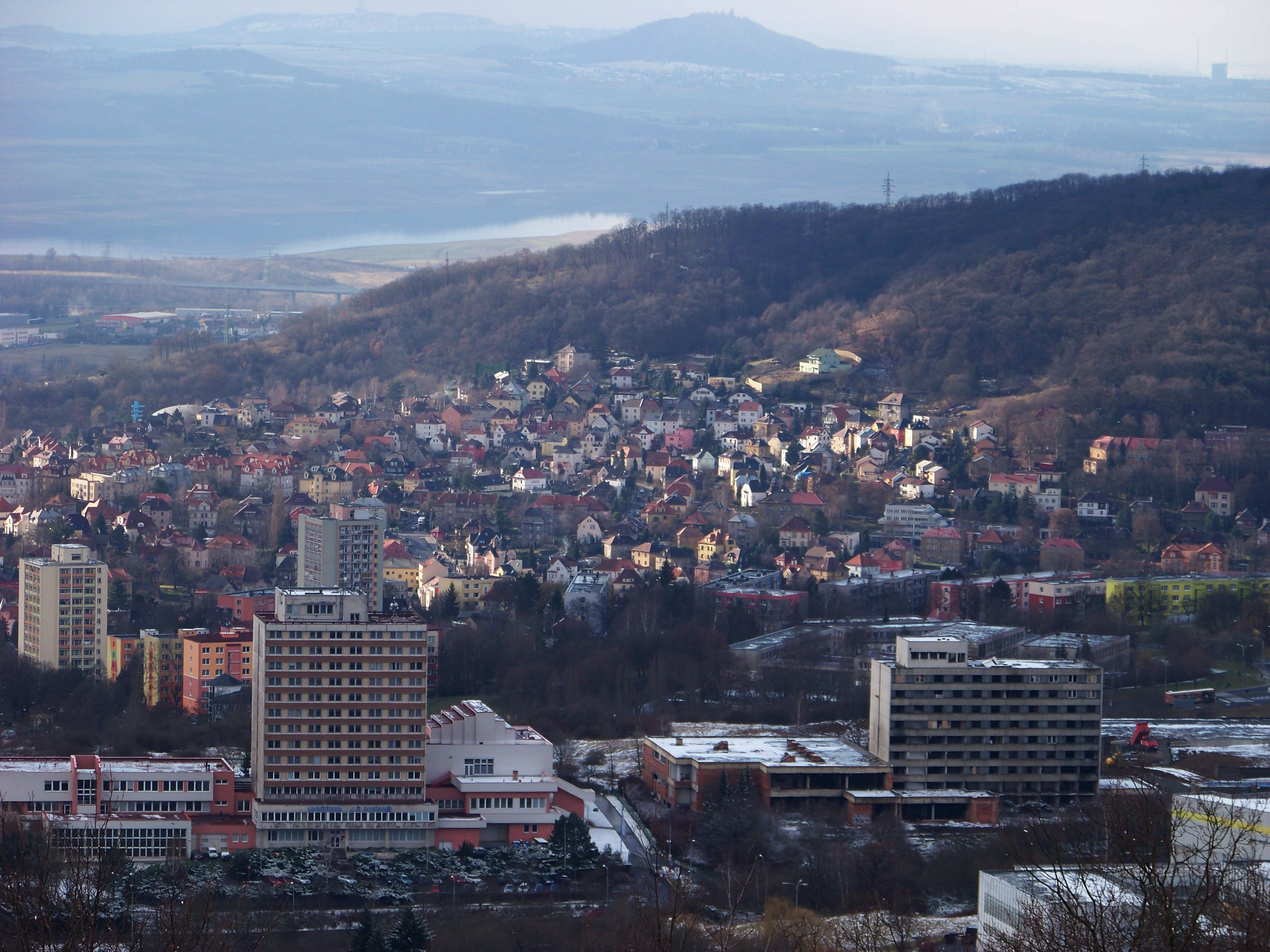
Місто Усті-над-Лабем, вид з оглядової вежі Ербен

В Устецькому краї нараховується 58 міст і 9 містечок. Найбільші із них приведені в таблиці. Дані по чисельності населення міст вказані станом на 26 березня 2011) року.
| Місто          | Населення |  | Місто                 | Населення |
| Усті-над-Лабем | 95 003    |  | Кадань                | 18 147    |
| Мост           | 67 030    |  | Біліна                | 15 901    |
| Теплиці        | 50 728    |  | Варнсдорф             | 15 788    |
| Дєчін          | 50 620    |  | Клаштерець-над-Огржим | 15 222    |
| Хомутов        | 49 784    |  | Крупка                | 13 658    |
| Літвінов       | 26 241    |  | Роуднице-над-Лабем    | 13 114    |
| Літомержице    | 24 405    |  | Румбурк               | 11 250    |
| Їрков          | 20 473    |  | Штеті                 | 9 100     |
| Жатець         | 19 208    |  | Ловосіце              | 8 821     |
| Лоуни          | 18 680    |  | Духцов                | 8 697     |

## Економіка
Економіка регіону є специфічною для різних районів краю, це пов'язано з тим, що в регіоні існує кілька різних типів ландшафту. Для низинних районів (округи Літомержіце, Лоуни) притаманний високий рівень розвитку сільського господарства (вирощування овочів, хмелю, фруктів, винограду, виробництво вина), для гірських районів (Рудні гори, Чеське узвишшя, Доуповські гори) характерний високий рівень розвитку в промисловості. В цілому для регіону характерні розвинуті такі галузі промисловості як: важка, гірничодобувна (видобуток вугілля, піску, будівельного каменю), хімічна, машинобудівна, скляна, виробництво електроенергії.
В кінці 2002 року в краї було зареєстровано 156 000 підприємств, у тому числі 113 000 підприємств малого бізнесу.
Міжнародне економічне співробітництво розвивається у двох єврорегіонах. Єврорегіон Лабе на кордоні з Німеччиною займає площу 5400 км² і включає округи Північної Чехії, Саксонської Швейцарії, частину Верхньої Лабе і південь Рудних гір (всього 214 чеських і 63 саксонських населених пунктів). Другий єврорегіон — Рудні гори включає чеські райони Хомутов, Лоуни, Тепліце і Мост.
Частка краю у валовому національному продукті Чехії становить 6,5% (на 31 грудня 2005 року).

## Транспорт

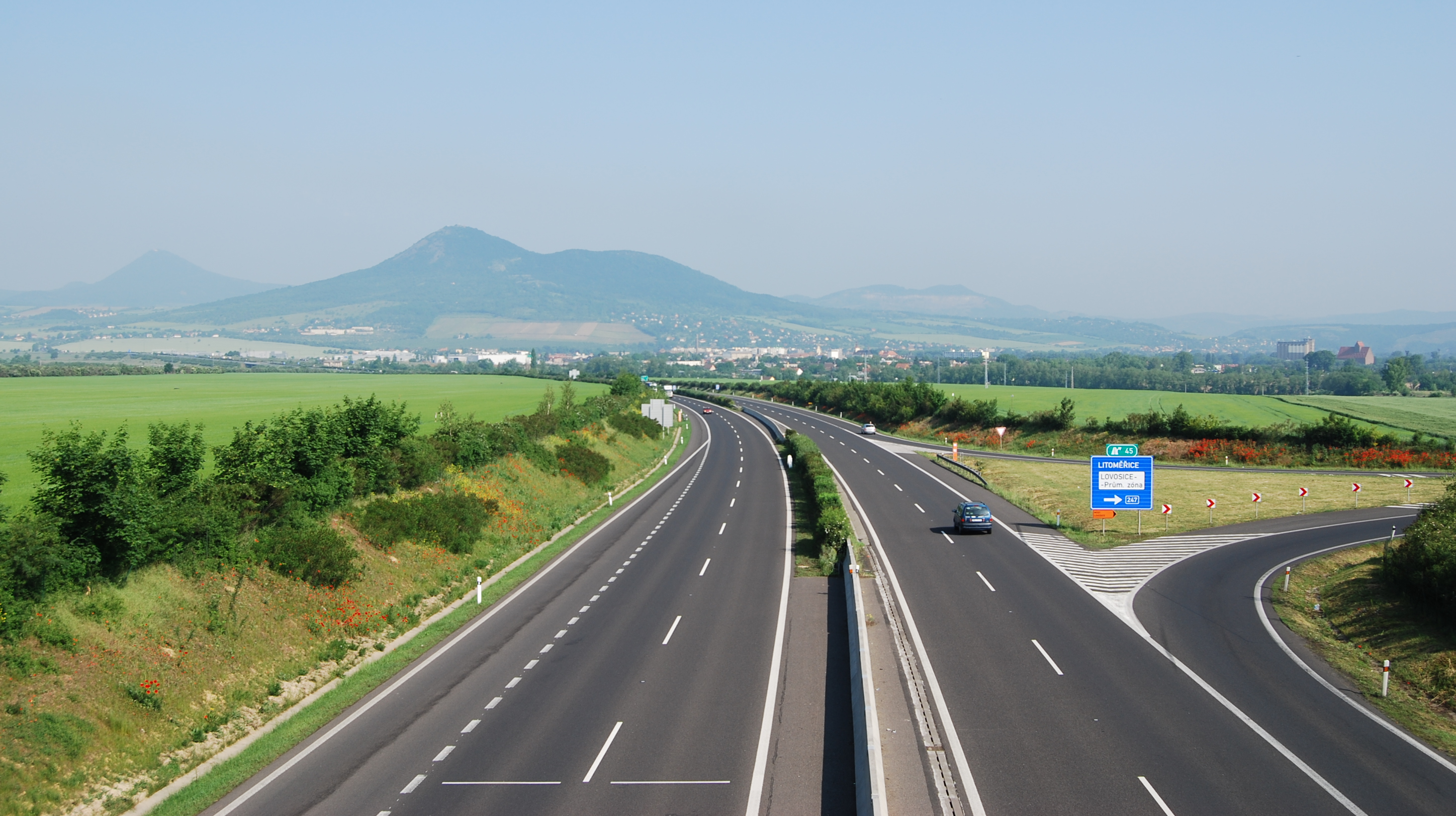
Автомагістраль поблизу Ловосіце в сторону Праги. Вдалині гора Ловош (Lovoš)

Автомагістраль D8/E55 (європейський маршрут: Гелсингборг Швеція — Данія — Німеччина — Чехія — Австрія — Італія — Греція Каламата) пов'язує адміністративний центр краю Усті-над-Лабем із Прагою і німецьким містом Дрезден. Ця дорога є частиною транс-європейського транспортного коридору, що з'єднує Берлін зі Стамбулом. Інша важлива магістраль E442 пов'язуює Карловарський край вздовж Рудних гір з північними районами Ліберецького краю, а також Німеччину з Прагою через Хомутов і Лоун і слідує маршрутом Карлові Вари — Остров — Хомутов — Мост — Тепліце — Усті-над-Лабем — Дєчін — Новий Бор — Ліберець — Турнов → … → Жиліна (Словаччина).
Регіон має щільну залізничну мережу. Уздовж Ельби проходить важливий міжнародний залізничний шлях Берлін — Дрезден — Усті-над-Лабем — Прага — Брно — Відень — Будапешт, який є частиною IV європейського транспортного коридору. Інша значуща залізнична лінія перетинає регіон вздовж Рудних гір.
Річкові перевезення здійснюються по річці Лабе, яка на всій території краю є судноплавною і надає можливість прямого водного сполучення до самого Північного моря.

## Наука та освіта
Відповідно до потреб реструктуризації виробництва і послуг у зв'язку із зменшенням видобутку корисних копалин, виникла потреба у перепідготовці працівників цієї галузі. Певну роль у її виконанні відіграли професійно-технічні училища, професійно-технічні середні школи та університети (Університет Яна Євангеліста в Усті-над-Лабем, факультет Чеського технічного університету в Дечині, нещодавно відкритий університет фінансів та адміністрації в Мості, Університет економіки і управління в Усті-над-Лабем), який працює в регіоні.

## Спорт і туризм

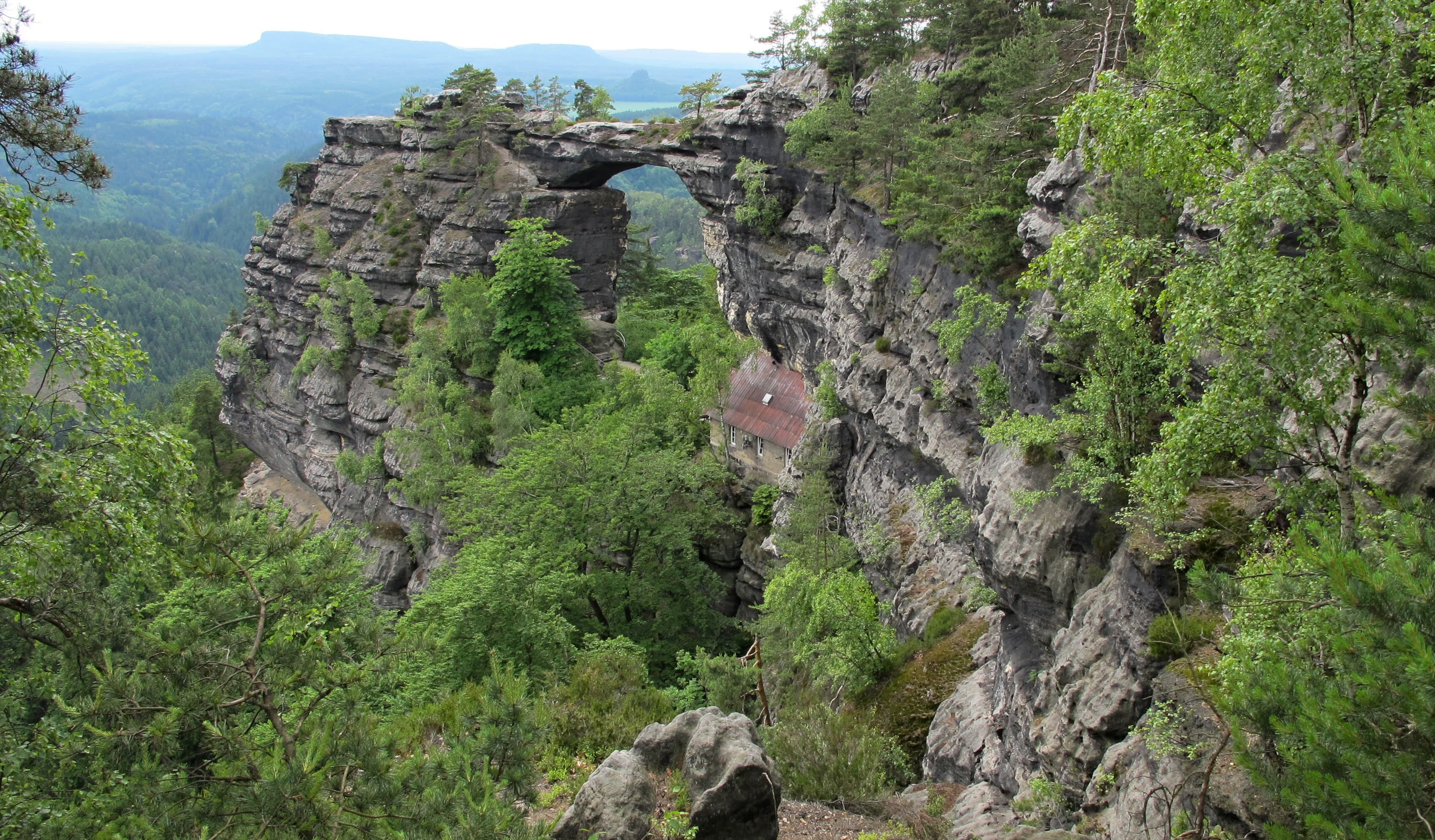
Правчицька Брама — символ національного парку Богемська Швейцарія

Територія Устецького краю була заселена ще за часів раннього середньовіччя, у зв'язку з чим в регіоні є велика кількість історичних пам'яток. До найвідоміших належать романська ротонда на горі Ржіп, готична церква в місті Мост, замок Духцов в стилі бароко, монастирі Осек і Доксані, середньовічні замки Плосковіце, Лібоховіце (Libochovice) і старі квартали міст Уштєк (Úštěk), Роудніце-над-Лабем (Roudnice nad Labem) і єпископського міста Літомєржіце. У місті Терезін знаходиться музей жертв концтабору «Терезінштадт».
Незважаючи на високий рівень індустріалізації регіон має ряд заповідних природних об'єктів: національний парк «Богемська Швейцарія» (České Švýcarsko), ландшафтні заповідники «Лабське пісковце» (Labské pískovce, Лабскі піщані гори), Лужицькі гори, регіональний ландшафтний парк «Кокоржінско» (Kokořínsko), а також 136 природних заповідників і пам'ятників природи.
У Рудних і Лужіцьких горах розвинені зимові види спорту, в тому числі гірськолижний.